# Julian Corbett
Julian Stafford Corbett (1854-1922) var en engelsk historiker och militärteoretiker. 
Corbett studerade juridik, men arbetade inte efter examen utan ägnade sig åt resor. När han återkom till England ägnade han sig åt historisk forskning och publicerade sitt första större verk,Sir Francis Drake år 1889. Han forskade framför allt om sjökrigets utveckling från Francis Drake till Horatio Nelson. Han arbetade också med en officiell historieskrivning om sjökriget under första världskriget som han dock inte hann avsluta.
Corbett deltog också i den sjömilitära debatten. Han skrev Some Principles of Maritime Strategy (1911) som betraktas som en klassiker inom sjökrigföringens område. I denna omsätter han Clausewitz' teorier om landkriget till sjökrigets område, även om han delvis drar andra slutsatser än Clausewitz. Han använder också historiska erfarenheter för att formulera mer allmängiltiga teorier om de mål, medel och metoder som bör användas i sjökriget. Corbett gav den brittiska flottan dess första strategiska doktrin i början av 1900-talet.
Ett annat av hans merk kända verk är History of the great war. Naval operations (1920 ff.). 
Fyra av Corbetts principer är fortfarande av värde för dagens militärer:
- Vikten av att kontrollera kommunikationslinjerna, fokus på fienden och manöver för att nå taktiska fördelar
- De politiska, ekonomiska och finansiella dimensionerna av krigföring såväl som de teknologiska och materiella aspekterna
- Den stora vikten av politiken i krig och vikten av att utforma en verksam strategi för att skydda de nationella intressena
- Vikten av stridsekonomi samtidigt som värdefulla tillgångar bevaras.